# Electroluminiscență
Electroluminiscența este un fenomen optic și electric, în care un material emite lumină ca răspuns la un curent electric care trece prin el, sau de la un câmp electric puternic. Acest lucru este diferit de emisia de lumină care rezultă din căldură (metale incandescente), din reacții chimice (chimioluminiscență), ca efect de sunet (sonoluminiscență), sau din alte acțiuni mecanice (mecanoluminiscență). 

## Istorie
Efectul de electroluminiscență a fost descoperit în 1936 de către cercetătorul Georges Destriau, în laboratorul fizicienei atomiste Marie Curie. Descoperirea a fost dezvoltată în anii următori până la un produs de serie, o folie luminiscentă. În 1962 a fost descoperită dioda electroluminiscentă, LED, un produs semiconductor care emite lumină dacă i se aplică tensiune electrică.  

## Mecanism
Electroluminiscența este rezultatul recombinării radiative de electroni și goluri într-un material (de obicei un semiconductor). Electronii excitați degajă energia lor în calitate de fotoni, adică lumină. Înainte de recombinare, electronii și găurile sunt separate, fie ca urmare a dopării materialului în scopul formării unei joncțiuni PN (în dispozitive semiconductoare electroluminiscente, cum ar fi LED-urile), sau prin intermediul excitației de impact, de către electroni de mare energie accelerată de un câmp electric puternic (similar fosforului din afișajele electroluminiscente).

## Implementări practice
Cele mai frecvente dispozitive EL sunt fie pulbere (în primul rând utilizate în aplicații de iluminat) sau peliculă subțire (pentru afișarea informației.) 
Compania Sylvania Lighting Division din Salem și Danvers, MA, a produs și a comercializat o lampă de noapte EL, sub numele comercial Panelescent. Aceste lămpi s-au dovedit extrem de fiabile, cu unele probe cunoscute și sunt încă funcționale, după aproape 50 de ani de funcționare continuă. 
Mai târziu, în anii 1960, compania Sylvania's Electronic Systems Division din Needham, MA, a dezvoltat și fabricat mai multe instrumente pentru aterizatorul lunar Apollo și modul de comandă folosind panouri de afișare electroluminiscente fabricate de Electronic Tube Division din Sylvania la Emporium, PA. Raytheon, Sudbury, MA, a fabricat computerul de ghidare Apollo, care a folosit un panou de afișaj electroluminiscent numit Sylvania ca parte a interfeței sale afișaj-tastatură (DSKY).
În principiu, lămpile EL se pot face în orice culoare. Cu toate acestea, culoarea verzuie este frecvent utilizată deoarece este mai perceptibilă pentru ochiul uman. Spre deosebire de neon și lămpi fluorescente, lămpile EL nu sunt dispozitive de rezistență negativă, astfel încât nu este nevoie de circuite suplimentare pentru a reglementa cantitatea de curent care le străbate.